# Circoviridae
A Circoviridae a vírusok egyik családja, az ide tartozó fajok a cirkovírusok, amelyek madarakat és emlősöket fertőznek. 

## Taxonómia
A családba két nemzetség tartozik:
- Gyrovirus - 1 faj (csirke anémiavírus)
- Circovírus - 11 faj (többségük madarakat - galambokat, kacsákat, kanárikat - fertőz, egy faj pedig sertéseket)

## Jellemzők
A cirkovírusok a legkisebb állati vírusok, genomjuk mindössze 1800-3800 bázisból áll. Lipidburokkal nem rendelkeznek, 17-24 nanométer átmérőjű kapszidjuk ikozaéder alakú. Az ikozaédert 12 pentamer (vagyis összesen 60 fehérjemolekula) alkotja. A pentamerek lehetnek laposak (pl. sertés cirkovírus) vagy trombitaformán kiemelkedőek a kapszid felszínéről (csirke anémiavírus). Genomjuk cirkuláris egyszálú DNS. Mindössze két génjük van, az egyik a kapszidproteint (Cap), a másik a DNS-másoló enzimet (Rep) kódolja. A génekről alternatív splicinggal különböző fehérjék készülhetnek.
Miután bejutott a sejtbe, a vírusgenom a sejtmagba kerül, ahol kétszálú DNS-sé egészítődik ki, majd mRNS-ek készülnek róla. A fertőzés a sejt pusztulásával jár. 

## Betegségek
Egy kivételével (sertés cirkovírus 1) valamennyi ismert cirkovírus patogén, a fertőzést immunszupresszió és a makrofágtermelő szövetek pusztulása kíséri. A csirke anémiavírus a fiatal állatokat támadja, a csontvelőben és a tímuszban lévő éretlen fehérvérsejtekben szaporodik. Az immunrendszer sérülése miatt más fertőzések is könnyen megbetegíthetik az állatot. Cirkovírus okozza a papagájok és kakaduk egyik leggyakoribb betegségét, a csőr-toll szindrómát is. A betegség csőr-, karom- és tolldeformitásokkal, letargiával és súlyos vérszegénységgel jár. Az emlősöknél a sertések elválasztás utáni multiszisztémás leromlás szindrómájáért (PWMS) felelős a sertés cirkovírus 2; az érintett 60-80 napos malacoknál az elhullás 40%-os is lehet.  